# Лусия Рейкер
Лусия Фредека Рейкер (р. 6 декември 1967) е професионална боксьорка, кикбоксьорка и актриса от Нидерландия.
Говори 4 езика и е будистка, която посвещава всеки ден от времето си за медитация и припяване на мантри. Нейната майка е родена в Нидерландия, а баща ѝ е от Суринам.

## Актьорска кариера
Играе треньорка на Дейна във 2-ри сезон и приятелка боксьорка на Хелена в 5-ти сезон на сериала „еЛ връзки“.